# Unglaube
Als Unglaube, seltener auch Unglauben, historisch von griechisch auch Apistie, wird der überwiegende Zweifel an einer Darstellung oder einem Sachverhalt bezeichnet (siehe Skeptizismus). Unterschieden werden im Sprachgebrauch der Zweifel an der Richtigkeit einer Behauptung, einer Einschätzung sowie der Zweifel an der Existenz und am Wirken eines Gottes, an der Lehre einer Kirche oder Religion. Unglaube kann also sowohl einen überwiegenden Zweifel an der Richtigkeit einer Sache, der Wahrheit einer Aussage bzw. ein mangelndes Vertrauen in eine Sache oder eine Entwicklung, wie auch aus religiöser Sicht die Ablehnung eines religiösen Bekenntnisses bezeichnen.

## Begriffsdefinitionen und -geschichte
„Ungläubige“ können im religiösen Sinne allgemein Atheisten sein, der Agnostizismus gilt jedoch im philosophischen Sinne mit dem Theismus wie auch dem Atheismus vereinbar. Das Wort Ungläubige wird auch von Anhängern einiger Religionsgemeinschaften für die Anhänger von anderen Religionen oder Konfessionen gebraucht, also auch für Menschen, die sich selbst als Gläubige sehen.

### Christentum
Schon der Apostel Thomas wurde als ungläubig bezeichnet, da er an der Auferstehung Jesu zunächst zweifelte, bis er selbst die Wundmale des Auferstandenen sah (Joh 20,19–29 ). Im Christentum wurden mit in partĭbus infidēlium (abgeleitet von Infidēles = Ungläubige) Gebiete von sogenannten Ungläubigen bezeichnet und seit dem 13. Jahrhundert als Zusatz zum Titel der Weihbischöfe und apostolischen Vikare verwendet, die über keinen eigenen Bischofssitz verfügten. 1882 wurde durch Papst Leo XIII. die Bezeichnung episcopus i. p. durch Titularbischof ersetzt.

### Islam
Im Islam gibt es die Bezeichnung Kufr für „Unglaube“ sowie Kāfir (männlich) und Kāfira (weiblich) für „Ungläubiger“. Ebenso ist der Begriff Kaffer gebräuchlich. Eine Person, die für ungläubig erklärt wird, heißt Kāfir, hingegen wird die Tätigkeit, jemanden als Ungläubigen zu bezeichnen Takfīr genannt.

### Lexikarische Einordnung
Das Brockhaus Bilder-Conversations-Lexikon nannte 1841 unter anderem Unglaube als:

„[…] im Allgemeinen die Neigung oder die Gewohnheit, nur Das für wahr zu halten, wovon man sich die Überzeugung durch sinnliche Wahrnehmung oder Schlüsse verschafft hat, denen solche Wahrnehmungen zum Grunde liegen. Vorzüglich wird vom Unglauben in religiöser Beziehung gesprochen, und dann entweder die gänzliche Ableugnung der Glaubwürdigkeit einer gewissen Religionslehre, ja vielleicht die Verwerfung aller Religion, oder auch blos einzelner Glaubensartikel einer bestimmten Religion, wie z. B. das christliche Dogma von der Erbsünde oder vom Teufel darunter verstanden. […] Von diesen werden in religiöser Beziehung die Mohammedaner vorzugsweise Ungläubige genannt, welche ihrerseits die Christen ebenso bezeichnen.“

In Pierer’s Universal-Lexikon wurde Unglaube 1864 aus christlicher Sicht wie folgt definiert:

„Unglaube, im Allgemeinen die Lossagung von aller Religion überhaupt (Irreligion), im Besonderen aber die Verwerfung der Haupt- u. Grundwahrheiten des Christenthums. Nach der Lehre des Neuen Testamentes ist der U. die Quelle des Irrthums u. der Sünde, er hat aber auch die nachtheiligsten Folgen, indem der Glaube die Bedingung der Versöhnung mit Gott ist u. der Ungläubige deshalb unversöhnt bleibt. Man unterscheidet den theoretischen U-n, wenn er sich von dem Glauben an eine übersinnliche Welt lossagt, u. den praktischen U-n, welcher das Verhältniß der Pflicht zu Gott u. Christus läugnet; ferner nennt man ihn absolut, wenn er sich auf die religiösen Gegenstände überhaupt bezieht, u. relativ, wenn er bestimmte Religionssätze läugnet. Demgemäß tritt er bald als Atheismus, bald als Fatalismus, bald als Materialismus […] auf, od. er zeigt sich in seinen Äußerungen als Religionsspötterei u. Frivolität […]. Die Ungläubigkeit bezieht sich auf einzelne Thatsachen, über welche dem Menschen noch nicht gelöste Zweifel beigehen, u. ist deshalb nur momentan, indem sie bei neuen u. sicheren Beweisen, wie […] beim Thomas, verschwindet.“

Im Wörterbuch der Philosophischen Grundbegriffe von Kirchner und Miachäelis 1907 wird weiter differenziert:

„Unglaube, das Gegenteil vom Glauben, ist die Denkungsart, nichts als wahr anzuerkennen, was man nicht selbst durch objektive Gründe eingesehen hat. Dieser Unglaube kann entweder ein historischer oder ein religiöser oder ein philosophischer sein. In allen drei Fällen ist er, wenn er total ist, unberechtigt, weil er dann widersinnig ist, wenn partiell, ist er dagegen vernünftig. Der absolute historische und philosophische Unglaube heißt Skeptizismus, der religiöse Irreligiosität oder Atheismus. Der partielle philosophische Unglaube heißt dagegen Kritizismus. In konfessioneller Hinsicht nennt jede Glaubensgemeinschaft den, der nicht gerade ihr anhängt, einen Ungläubigen. Kant (1724–1804) sagt vom Standpunkte seiner Ethikotheologie aus, ungläubig ist der, welcher den Vernunftideen (Gott, Freiheit, Unsterblichkeit) darum alle Gültigkeit abspricht, weil es ihnen an theoretischer Begründung fehlt.“